# Thomas Philipps

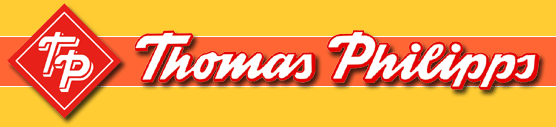
Historisches Logo

Thomas Philipps GmbH & Co. KG is een ramsj-winkelketen uit Bissendorf in de Landkreis Osnabrück, die naast ramsj-producten ook eigen merken verkoopt. De onderneming werd in 1986 door Thomas Philipps met twee filialen en vijf medewerkers opgericht. Via de centrale magazijnen in Melle, Niemegk en Halbe worden meer dan 240 winkels in Duitsland beleverd. 
Op 28 maart 2022 werd het eerste filiaal in Köflach in Oostenrijk geopend. In een periode van 5 jaar wil de onderneming 30 filialen openen in Oostenrijk.
Naast de winkels is er een webshop. De directie bestaat uit Thomas Philipps en André Philipps.

## Kritiek
Een Thomas-Philipps-markt in Bramsche werd er in 2013 van beschuldigd om niet-EU-burgers de toegang te ontzeggen. Bij de entree was enkele dagen een bord te lezen met daarop in verschillende talen de tekst "EU-burgers zijn van harte welkom". Voor de winkel waren in dezelfde periode bewakers aanwezig. Volgens diverse berichten in de media zou de winkel bewoners van het asielzoekerscentrum de toegang geweigerd hebben. Dit werd beargumenteerd met een opeenstapeling van diefstallen.

## Weblinks
- Website van de onderneming